# Улица Кошевого (Тольятти)
У́лица Кошево́го — улица в Комсомольском районе города Тольятти.
Проходит перпендикулярно течению реки Волги. Улица с асфальтовым покрытием. Проезжая часть всего в одну полосу движения.
На своём недолгом протяжении улица Кошевого соприкасается только с одной другой улицей города. Её южное окончание находится на пересечении с улицей Мурысева. Северная оконечность выходит на внутриквартальный проезд.

## История
Улица Кошевого появилась при застройке посёлка Комсомольск в 1954 году. Название улице в честь Героя Советского Союза Олега Кошевого было присвоено решением горисполкома № 15 от 16 апреля 1954 г. 
Как одна из самых первых улиц посёлка застроена была домами барачного типа.
В середине 1980-х годов при реконструкции, сносе барачных зданий и современной застройке района от всей застройки улицы остался всего один дом.

## Достопримечательности
Вся улица Кошевого сама по себе является достопримечательностью. Наличие единственного дома №5 и нахождение улицы в центре квартала делает эту улицу весьма своеобразной.